# أبيل سين
أبيل سين هو رابع ملوك سلالة بابل الأولى و جد الملك العظيم حمورابي واستمرت فترة حكمه من 1767-1749 ق م، لا توجد الكثير عن فترة حكمه سوى انه قام بمحارية للعيلامييين وملوك أور ولارسا وإيسن وانتهى حكمه وتولى ابنه سين موباليت الحكم بعده.